# Tinhela
Tinhela ist ein Ort und eine ehemalige Gemeinde (Freguesia) im portugiesischen Kreis Valpaços. Die Gemeinde hatte 196 Einwohner (Stand 30. Juni 2011).
Am 29. September 2013 wurden die Gemeinden Tinhela und Alvarelhos zur neuen Gemeinde Tinhela e Alvarelhos zusammengeschlossen. Tinhela ist Sitz dieser neu gebildeten Gemeinde.